# Mekarhurip
Mekarhurip is een bestuurslaag in het regentschap Garut van de provincie West-Java, Indonesië. Mekarhurip telt 2072 inwoners (volkstelling 2010).